# 苏蒂尔塔·慕克吉
苏蒂尔塔·慕克吉（Sutirtha Mukherjee，1995年10月10日—）生于加尔各答，是一名印度女子乒乓球运动员。她在六岁时开始接触乒乓球，最初她是受到母亲的影响，同时也为了减轻自己体重而练习。她于2014年出战南京青奥，获得女子单打第9名和混合团体第17名。然而2015年1月，她因年龄造假而遭印度乒乓球联合会禁赛一年，从而无法参加里约奥运资格赛。在禁赛期到期复出后，她夺得全国冠军，并透过国际比赛大幅提升自己的世界排名。